# Rhytiphora maculicornis
Rhytiphora maculicornis är en skalbaggsart som först beskrevs av Francis Polkinghorne Pascoe 1858.  Rhytiphora maculicornis ingår i släktet Rhytiphora och familjen långhorningar. Inga underarter finns listade i Catalogue of Life.